# Cigány-medvelepke
A cigány-medvelepke (Epatolmis luctifera) a kvadrifid bagolylepkefélék családjába tartozó, Eurázsiában honos lepkefaj. Nemének egyetlen faja.

## Megjelenése
A cigány-medvelepke szárnyfesztávolsága 2,8-3,7 cm. Feje és tora egyszínű füstfekete, csápja és ajaktapogatója szintén fekete. A potroh első két szelvénye fekete, a többi élénk sötétsárga, középen és kétoldalt jól kirajzolódó fekete foltsorral. Hasoldala és lábai is feketések. A kissé áttetsző szárnyak majdnem rajzolat nélküli füstös fekete színűek, többé-kevésbé erős sötétbarna hehintéssel; a hátulsó szárny kissé világosabb. Az erek a szárnyak áttetszősége miatt sötétebbnek tűnnek. Az elülső szárny közepén, a főér elágazásánál kis sötét pont vagy pontpár látható. A hátulsó szárny belső szögletén széles, feltűnő, a potroh színénél kissé világosabb sárga folt látszik. Néha a folt hiányzik, csak az egyébként fekete rojt sárga színű a helyén. A fonák ugyanolyan színű mint a felső oldal, de a barnás, világosabb behintés jóval erősebb.
Változatossága nem számottevő.
Petéi gömb alakúak, fehéresek majd sárgásak, feketén pontozottak.
Kifejlett hernyója feketésbarna, sűrűn szőrös, hátán narancsvörös sáv húzódik. Zömök bábja sötét vörösbarna.

### Hasonló fajok
Magyarországon nem él másik, hozzá hasonló faj.

## Elterjedése
Eurázsiában honos, a Keleti-Pireneusoktól egészen Japánig. Közép-Európában élőhelye megfogyatkozásával a kihalás fenyegeti. Magyarországon nagyon ritka.
Sovány talajú, száraz, meleg, helyenként magas növényzetű, legfeljebb egyszer kaszált rétek, legelők, lejtősztyeppek lakója.

## Életmódja
Évente két (északabbra csak egy) nemzedéke nő fel, az imágókkal május-júniusban, illetve július-augusztusban lehet találkozni. A hernyó polifág; különféle lányszárúak (hölgymál, galaj, laboda, tyúkhúr, veronika, kutyatej, útifű, ebnyelvűfű) leveleivel táplálkozik. A hernyó napközben kövek, növények alatt rejtőzik és este bújik elő táplálkozni. Szükség esetén igen gyorsan képes mozogni. Sötétszürke, szőrökkel kevert szövedékben bábozódik. A második nemzedék bábként telel át, amiből májusban kel ki az imágó.
Magyarországon védett, természetvédelmi értéke 50 000 Ft.

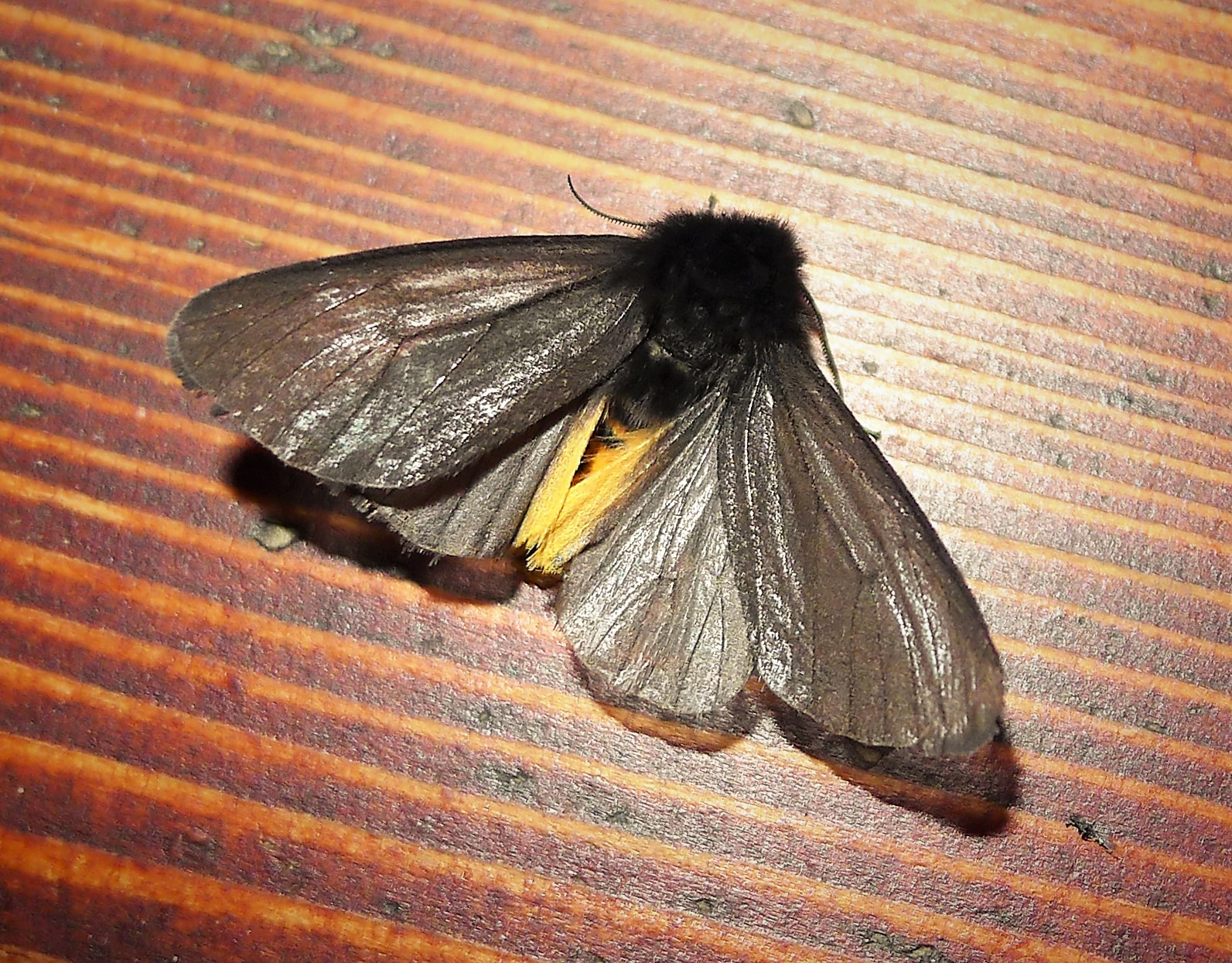
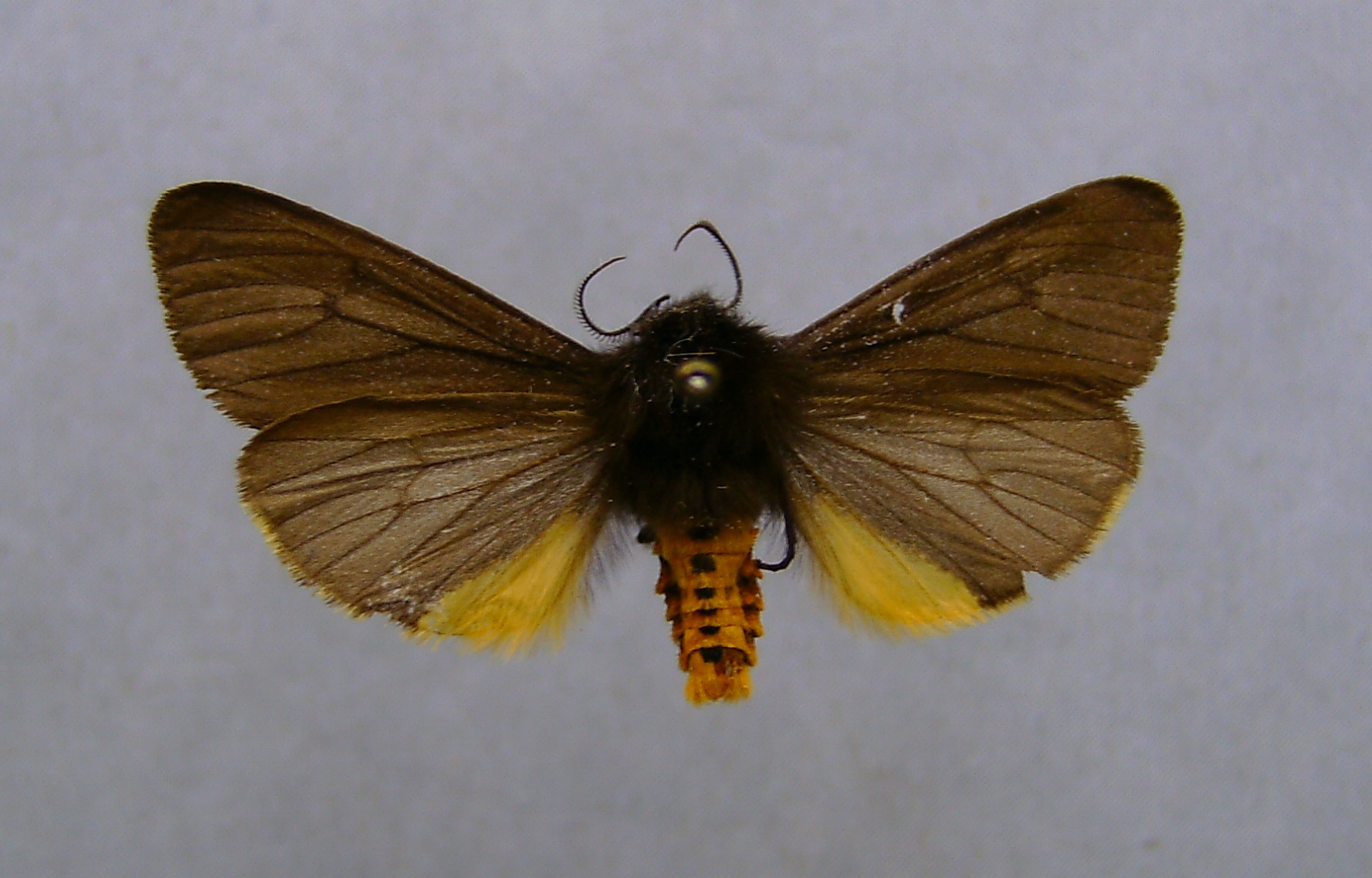
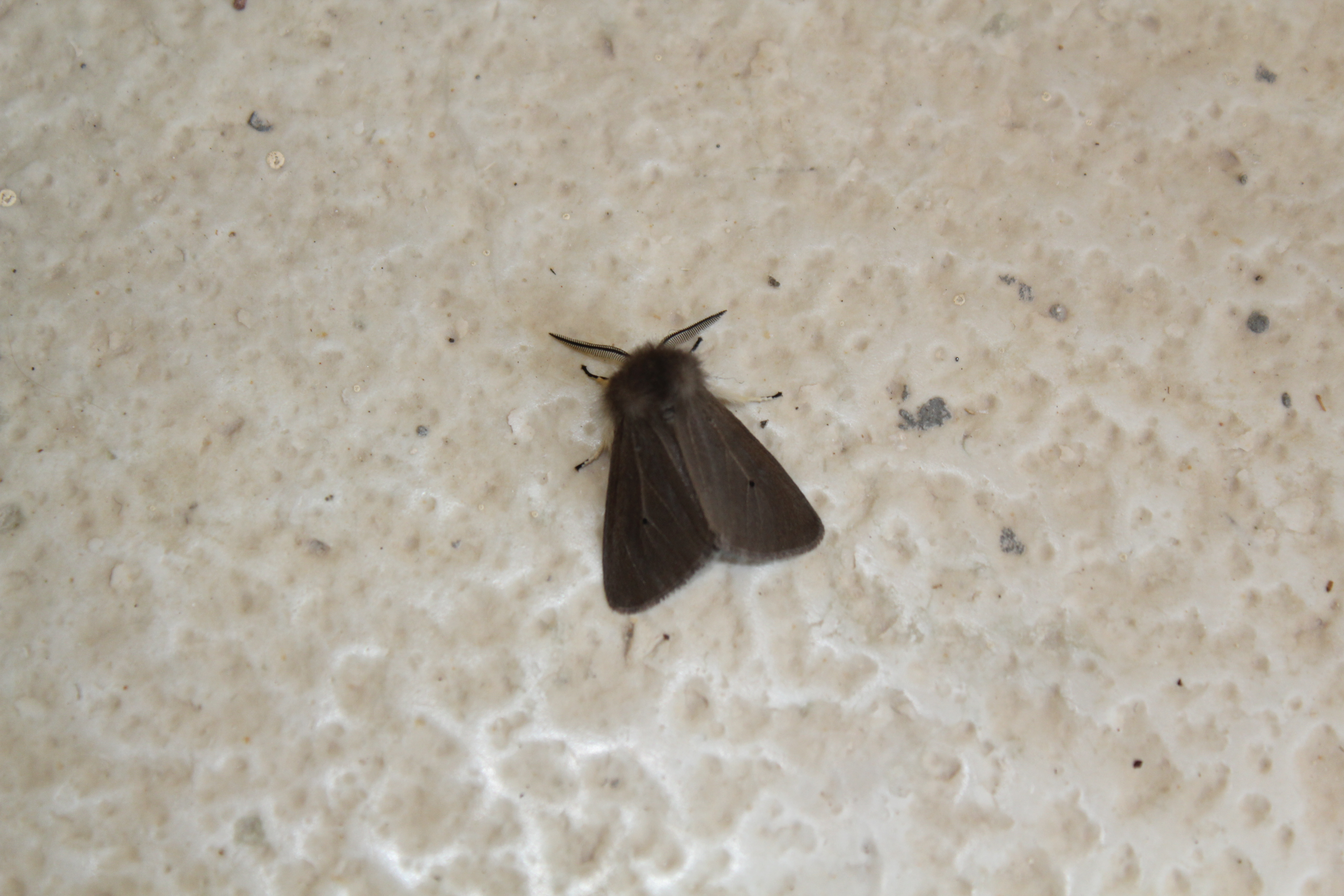